# Skoki do wody na Mistrzostwach Świata w Pływaniu 2017
Zawody w skokach do wody na 17. Mistrzostwach Świata w Pływaniu odbyły się w dniach 14–22 lipca 2017 r. w Duna Arénie.

## Harmonogram
Zostanie rozegranych 13 konkurencji.
| Data     | Godzina | Konkurencja                                          |
| -------- | ------- | ---------------------------------------------------- |
| 14 lipca | 11:00   | Trampolina 1 m mężczyzn – eliminacje                 |
| 14 lipca | 16:00   | Trampolina 1 m kobiet – eliminacje                   |
| 15 lipca | 10:00   | Trampolina 3 m synchronicznie mężczyzn – eliminacje  |
| 15 lipca | 13:00   | Wieża 10 m synchronicznie par mieszanych – finał     |
| 15 lipca | 16:00   | Trampolina 1 m kobiet – finał                        |
| 15 lipca | 18:30   | Trampolina 3 m synchronicznie mężczyzn – finał       |
| 16 lipca | 10:00   | Wieża 10 m synchronicznie kobiet – eliminacje        |
| 16 lipca | 15:45   | Trampolina 1 m mężczyzn – finał                      |
| 16 lipca | 18:30   | Wieża 10 m synchronicznie kobiet – finał             |
| 17 lipca | 10:00   | Trampolina 3 m synchronicznie kobiet – eliminacje    |
| 17 lipca | 13:00   | Wieża 10 m synchronicznie mężczyzn – eliminacje      |
| 17 lipca | 16:00   | Trampolina 3 m synchronicznie kobiet – finał         |
| 17 lipca | 18:30   | Wieża 10 m synchronicznie mężczyzn – finał           |
| 18 lipca | 10:00   | Wieża 10 m kobiet – eliminacje                       |
| 18 lipca | 15:30   | Wieża 10 m kobiet – półfinał                         |
| 18 lipca | 18:30   | Konkurs drużynowy (3 m / 10 m) – finał               |
| 19 lipca | 10:00   | Trampolina 3 m mężczyzn – eliminacje                 |
| 19 lipca | 15:30   | Trampolina 3 m mężczyzn – półfinał                   |
| 19 lipca | 18:30   | Wieża 10 m kobiet – finał                            |
| 20 lipca | 10:00   | Trampolina 3 m kobiet – eliminacje                   |
| 20 lipca | 15:30   | Trampolina 3 m kobiet – półfinał                     |
| 20 lipca | 18:30   | Trampolina 3 m mężczyzn – finał                      |
| 21 lipca | 10:00   | Wieża 10 m mężczyzn – eliminacje                     |
| 21 lipca | 15:30   | Wieża 10 m mężczyzn – półfinał                       |
| 21 lipca | 18:30   | Trampolina 3 m kobiet – finał                        |
| 22 lipca | 14:00   | Trampolina 3 m synchronicznie par mieszanych – finał |
| 22 lipca | 17:00   | Wieża 10 m mężczyzn – finał                          |

## Medaliści

### Mężczyźni
| Konkurencja                               | Złoto                                       | Złoto  | Srebro                                      | Srebro | Brąz                                     | Brąz   |
| Konkurencja                               | Zawodnik                                    | Wynik  | Zawodnik                                    | Wynik  | Zawodnik                                 | Wynik  |
| Trampolina 1 m (szczegóły)                | Peng Jianfeng · Chiny                       | 448,40 | He Chao · Chiny                             | 447,20 | Giovanni Tocci · Włochy                  | 444,25 |
| Trampolina 3 m (szczegóły)                | Xie Siyi · Chiny                            | 547,10 | Patrick Hausding · Niemcy                   | 526,15 | Ilja Zacharow · Rosja                    | 505,90 |
| Wieża 10 m (szczegóły)                    | Tom Daley · Wielka Brytania                 | 590,95 | Chen Aisen · Chiny                          | 585,25 | Yang Jian · Chiny                        | 565,15 |
| Trampolina 3 m synchronicznie (szczegóły) | Rosja · Jewgienij Kuzniecow · Ilja Zacharow | 450,30 | Chiny · Cao Yuan · Xie Siyi                 | 443,40 | Ukraina · Ołeh Kołodij · Ilja Kwasza     | 429,99 |
| Wieża 10 m synchronicznie (szczegóły)     | Chiny · Chen Aisen · Yang Hao               | 498,48 | Rosja · Aleksandr Bondar · Wiktor Minibajew | 458,85 | Niemcy · Patrick Hausding · Sascha Klein | 440,82 |

### Kobiety
| Konkurencja                               | Złoto                            | Złoto  | Srebro                                            | Srebro | Brąz                                        | Brąz   |
| Konkurencja                               | Zawodniczka                      | Wynik  | Zawodniczka                                       | Wynik  | Zawodniczka                                 | Wynik  |
| Trampolina 1 m (szczegóły)                | Maddison Keeney · Australia      | 314,95 | Nadieżda Bażyna · Rosja                           | 304,70 | Elena Bertocchi · Włochy                    | 296,40 |
| Trampolina 3 m (szczegóły)                | Shi Tingmao · Chiny              | 383,50 | Wang Han · Chiny                                  | 359,40 | Jennifer Abel · Kanada                      | 351,55 |
| Wieża 10 m (szczegóły)                    | Cheong Jun Hoong · Malezja       | 397,50 | Si Yajie · Chiny                                  | 396,00 | Ren Qian · Chiny                            | 391,95 |
| Trampolina 3 m synchronicznie (szczegóły) | Chiny · Chang Yani · Shi Tingmao | 333,30 | Kanada · Jennifer Abel · Melissa Citrini-Beaulieu | 323,43 | Rosja · Nadieżda Bażyna · Kristina Iljinych | 312,60 |
| Wieża 10 m synchronicznie (szczegóły)     | Chiny · Ren Qian · Si Yajie      | 352,56 | Korea Północna · Kim Mi-rae · Kim Kuk-hyang       | 336,48 | Malezja · Cheong Jun Hoong · Pamg Pandelela | 328,74 |

### Konkurencje mieszane
| Konkurencja                                              | Złoto                                    | Złoto  | Srebro                                       | Srebro | Brąz                                               | Brąz   |
| Konkurencja                                              | Zawodniczka / Zawodnik                   | Wynik  | Zawodniczka / Zawodnik                       | Wynik  | Zawodniczka / Zawodnik                             | Wynik  |
| Trampolina 3 m synchronicznie par mieszanych (szczegóły) | Chiny · Wang Han · Li Zheng              | 323,70 | Wielka Brytania · Grace Reid · Tom Daley     | 308,04 | Kanada · Jennifer Abel · François Imbeau-Dulac     | 297,72 |
| Wieża 10 m synchronicznie par mieszanych (szczegóły)     | Chiny · Ren Qian · Lian Junjie           | 352,98 | Wielka Brytania · Lois Toulson · Matthew Lee | 323,28 | Korea Północna · Kim Mi-rae · Hyon Il-myong        | 318,12 |
| Konkurs drużynowy (szczegóły)                            | Francja · Laura Marino · Matthieu Rosset | 406,40 | Meksyk · Viviana del Angel · Rommel Pacheco  | 402,35 | Stany Zjednoczone · Krysta Palmer · David Dinsmore | 395,90 |

## Klasyfikacja medalowa
| Miejsce | Państwo           | Złoto | Srebro | Brąz | Razem |
| ------- | ----------------- | ----- | ------ | ---- | ----- |
| 1.      | Chiny             | 8     | 5      | 2    | 15    |
| 2.      | Rosja             | 1     | 2      | 2    | 5     |
| 3.      | Wielka Brytania   | 1     | 2      | 0    | 3     |
| 4.      | Malezja           | 1     | 0      | 1    | 2     |
| 5.      | Australia         | 1     | 0      | 0    | 1     |
| 5.      | Francja           | 1     | 0      | 0    | 1     |
| 7.      | Kanada            | 0     | 1      | 2    | 3     |
| 8.      | Korea Północna    | 0     | 1      | 1    | 2     |
| 8.      | Niemcy            | 0     | 1      | 1    | 2     |
| 10.     | Meksyk            | 0     | 1      | 0    | 1     |
| 11.     | Włochy            | 0     | 0      | 2    | 2     |
| 12.     | Stany Zjednoczone | 0     | 0      | 1    | 1     |
| 12.     | Ukraina           | 0     | 0      | 1    | 1     |
| Razem   | Razem             | 13    | 13     | 13   | 39    |